# مي الريحاني
مي الريحاني (مواليد 1945 في فرايك، قضاء المتن، لبنان) خبيرة في تعليم الفتيات وتمكين المرأة. عملت في أكثر من 40 دولة وزارت أكثر من 70 دولة لتعزيز هذه الأسباب. كانت نائبة رئيس أول لثلاث منظمات أمريكية رائدة عملت في مجال التنمية الدولية: إف إتش آي 360، وأكاديمية تطوير التعليم، وإبداعات إنترناشيونال. شغلت منصب الرئيس المشارك لمبادرة الأمم المتحدة لتعليم الفتيات بين عامي 2008 و 2010. كاتبة وشاعرة لبنانية باللغتين العربية والإنجليزية. وهي أيضا ناشطة في حقوق المرأة.
تولت منصب مدير خليل جبران كرسي القيم والسلام في جامعة ماريلاند، كوليدج بارك، في أوائل عام 2016. هي مرشحة الانتخابات الرئاسية اللبنانية 2022-2023، وتعهدت بطلب الدعم من أحزاب المعارضة والنواب المستقلين والنواب الإصلاحيين الثلاثة عشر وكذلك الشتات اللبناني.

## مهنة
في عام 2016، تم تعيين الريحاني مديرا لجورج وليزا زاخيم خليل جبران كرسي قيم السلام في جامعة ماريلاند. شغلت منصب مدير كرسي جبران للقيم والسلام في جامعة ماريلاند حتى عام 2020.

## الأعمال المنشورة
نشرت الريحاني تسعة كتب وشارك في تحرير كتابين. تركز في كتبها باللغة الإنجليزية على"معالجة تعليم الفتاة وتمكين المرأة والتنمية البشرية العالمية". اثنين من الكتب الرئيسية لها هي التعلم في القرن 21: تعليم الفتيات في الشرق الأوسط وشمال أفريقيا، والتي ترجمها اليونيسيف إلى الفرنسية والعربية والفارسية؛ والوفاء بالوعد: خمس فوائد للتعليم الثانوي للفتيات. بالإضافة إلى ذلك، قامت بتأليف ثقافات بلا حدود: من بيروت إلى واشنطن العاصمة.، مذكرات.
الكتب العربية الثلاثة التي كتبتها هي أساسا الشعر الذي يناقش "الحب ولبنان والأرضية المشتركة العالمية". هم انهم: يلوفو قصر الأرض (تطويق خصر الأرض)؛ إسمي سيويا (اسمي الآخر)؛ حفرون علاء الأيام (نقش في الوقت المحدد).

## تكريم
تكريما لنجاح الريحاني ومسيرتها المهنية المزدهرة، الجامعة الأميركية في بيروت إنشاء صندوق للمنح الدراسية يسمى، "صندوق مي الريحاني للمنح الدراسية". هذا الصندوق مدعوم من عائلة الريحاني وأصدقائه وزملائه. الغرض الأساسي من هذا الصندوق هو تقديم المساعدة المالية للمرأة المتميزة في الجامعة الأميركية في بيروت.

## الأوسمة والجوائز والتميزات
- 2019، جائزة "نساء شركاء التقدم"[4][10]
- 2015، جائزة" قيادة منتدى تمكين المرأة في شركة أبوظبي للموانئ".[11]
- جائزة جولييت هوليستر معبد التفاهم: نيويورك، أكتوبر 2012.
- جائزة القيادة من مركز القيادة النسائية في التنمية الدولية: كريتيف أسوشيتس إنترناشيونال إنك.، واشنطن العاصمة، آذار / مارس 2012
- جائزة التراث: أكاديمية تطوير التعليم، واشنطن العاصمة، يونيو 2011.
- جائزة جبران خليل جبران الدولية: جامعة ميريلاند، أبريل 2008.
- جائزة سعيد عقل: بيروت، لبنان، حزيران / يونيو 2004.
- جائزة صانع السلام في منطقة العاصمة: كلية الخدمة الدولية، الجامعة الأمريكية، واشنطن العاصمة، آذار / مارس 1998.